# Chanice Porter
Chanice Porter (* 25. Mai 1994 in Mandeville) ist eine jamaikanische Leichtathletin, die sich auf den Weitsprung spezialisiert hat und zu Beginn ihrer Karriere auch im Hochsprung an den Start ging.

## Sportliche Laufbahn
Erste Erfahrungen bei internationalen Meisterschaften sammelte Chanice Porter bei den CARIFTA-Games 2009 in Vieux-Fort, bei denen sie mit 6,05 m die Goldmedaille in der U17-Altersklasse gewann. Im Jahr darauf verteidigte sie bei den CARIFTA-Games in George Town mit 5,64 m ihre Goldmedaille im Weitsprung und gewann mit übersprungenen 1,74 m auch die Silbermedaille im Hochsprung. Im Weitsprung siegte sie anschließend mit 5,91 m bei den NACAC-U18-Meisterschaften in Santo Domingo und schied dann bei den Juniorenweltmeisterschaften im kanadischen Moncton mit 5,56 m in der Qualifikationsrunde aus. 2011 siegte sie bei den CARIFTA-Games in Montego Bay mit 6,12 m in der U20-Altersklasse und belegte mit 1,70 m den fünften Platz im Hochsprung. Daraufhin siegte sie bei den Jugendweltmeisterschaften nahe Lille mit 6,22 m im Weitsprung und gewann zudem mit einer Höhe von 1,82 m die Bronzemedaille im Hochsprung. Im Jahr darauf wurde sie bei den Juniorenweltmeisterschaften in Barcelona mit 6,58 m Vierte im Weitsprung und erreichte mit 1,73 m Rang 13 im Hochsprung. 2013 begann sie ein Studium an der University of Georgia und wurde 2016 NCAA-Meisterin im Weitsprung. Im selben Jahr gelangte sie mit 6,37 m auch auf den vierten Platz bei den NACAC-U23-Meisterschaften in San Salvador.
Nach mehreren durchwachsenen Jahren sowie einer einjährigen Wettkampfpause nahm sie 2019 an den Panamerikanischen Spielen in Lima teil und belegte dort mit 6,44 m den siebten Platz im Weitsprung. Zudem nahm sie erstmals an den Weltmeisterschaften in Doha teil und klassierte sich dort mit 6,56 m im Finale auf dem achten Platz. 2021 startete sie bei den Olympischen Spielen in Tokio, verpasste dort aber mit 6,22 m den Finaleinzug. Im Jahr darauf schied sie bei den Weltmeisterschaften in Eugene mit 6,29 m in der Qualifikationsrunde aus und anschließend gewann sie bei den NACAC-Meisterschaften in Freeport mit 6,43 m die Bronzemedaille hinter der US-Amerikanerin Quanesha Burks und Christabel Nettey aus Kanada. 2024 nahm sie an den Olympischen Sommerspielen in Paris teil und verpasste dort mit 6,48 m den Finaleinzug.
In den Jahren 2015, 2016 und 2021 wurde Porter jamaikanische Meisterin im Weitsprung.

## Persönliche Bestleistungen
- Hochsprung: 1,87 m, 6. Februar 2016 in Blacksburg
- Weitsprung: 6,77 m (+1,2 m/s), 9. April 2021 in Athens